# Henckelska gården
Henckelska gården är en byggnadsminnesmärkt handelsgård från 1600-talet belägen vid Norra Storgatan i Helsingborg. Den har fått sitt nuvarande namn från handelsmannen Fredrik Wilhelm Henckel som ägde gården i mitten av 1800-talet. 
Enligt muntlig tradition ska gården ursprungligen ha byggts 1629 av danske kungen Kristian IV. Gården revs under den danska ockupationen av Helsingborg under skånska kriget och den nuvarande huvudbyggnaden är från 1681. Den uppfördes då i en för tidpunkten traditionell korsvirkesstil, men gården har renoverats och byggts om vid flera tillfällen och gatufasaderna är numera utförda i en mer nyklassisistisk gustaviansk stil. 
Gården domineras av huvudbyggnaden i två våningar med sitt höga valmade tegeltak, samt av dess söder därom liggande, terrasserade trädgård ut mot Norra Storgatan, vilken utgör ett unikt inslag i Helsingborgs stadsbild. Hela gården, tillsammans med det lusthus som ligger på landborgen, blev byggnadsminnesförklarad 1978.

## Arkitektur

### Omgivning
Henckelska gården är belägen i kvarteret Kärnan Norra i Gamla staden i Helsingborgs centrum, på den tomt som i historiska dokument benämns Tomten N:o 49. Gården är placerad med Norra Storgatan på sin västra sida och Springpostgränden åt norr. Båda gatorna är del av Helsingborgs historiska gatunät. Norra Storgatan var under lång tid tillsammans med Södra Storgatan stadens viktigaste genomfartsled, på dansk tid benämnda "Adelgaden", och hyser därför de enda bevarade äldre handelsgårdarna utöver Henckelska gården: Jacob Hansens hus och Gamlegård. Sedan Kullagatan, parallellgatan i väster och förr en bakgata till Norra Storgatan, på 1960-talet gjort om till gågata har Norra Storgatan blivit allt lugnare och omvänt har mer karaktären av en bakgata till Kullagatan. Springpostgränden var länge stadens huvudinfartsled från norr tillsammans med Strömgränden, men själva bygget av Henckelska gården skar på 1680-talet av dessa från varandra.
Åt öster avgränsas gården av landborgen, den abrasionsbrant som genomskär staden i nord-sydlig riktning, och ovanför branten ligger parken Slottshagen som omger medeltidstornet Kärnan. Branten är vid gården kraftigt bevuxen med grönska som innesluter innergården åt öster. I söder gränsar gården mot en grannfastighet, den så kallade Strömgården från omkring år 1800 som vänder en stor brandvägg mot gården. På motsatt sida av Norra Storgatan vetter gården mot Gamlegård, men också mot uppfarten till parkeringen på det på 1960-talet uppförda EPA-huset (Magnus Stenbocksgallerian) och portarna till dess lastkajer.

### Mot Norra Storgatan

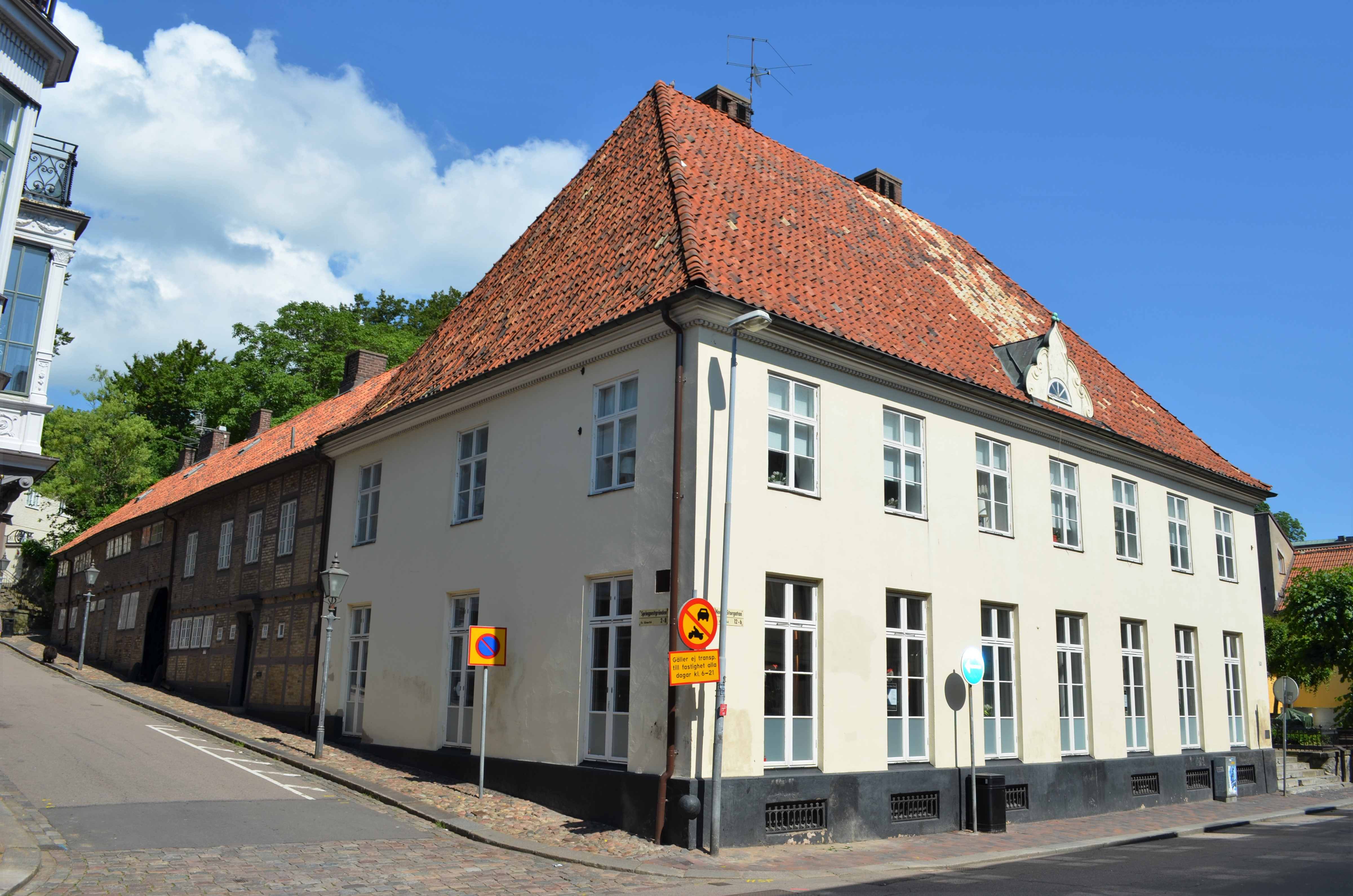
Fasad mot Norra Storgatan och Springpostgränden.

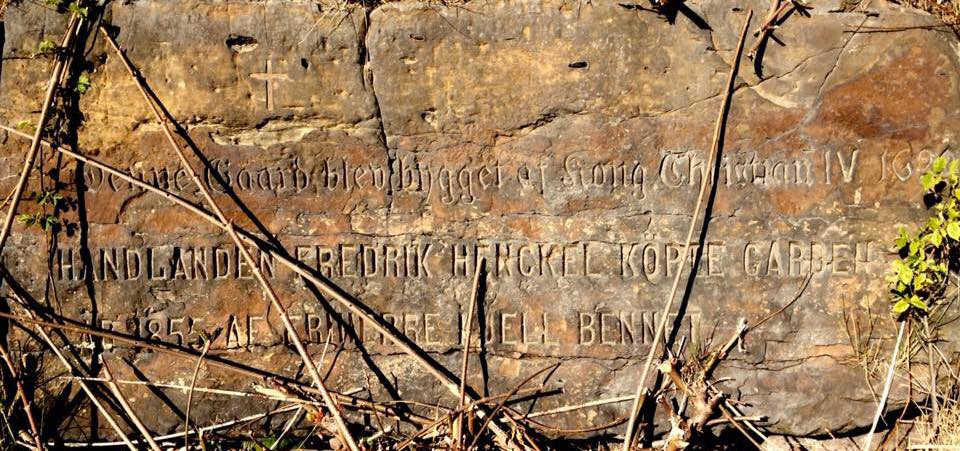
Inskrift i sten i landborgen. Texten lyder: "Denne gaard blev bygget af kong Christian IV 1629. Handlaren Fredrik Henckel köpte gården år 1855 af friherre Kjell Bennet"

Mot Norra Storgatan i väster ligger gårdens huvudbyggnad i två våningar, numera i gustaviansk stil. Den nedre våningens fönster består av avlånga korspostfönster som sträcker sig ner till sockeln, där de två nedre lufterna har två spröjs vardera, medan övervåningens korspostfönster endast har en spröjs i de nedre lufterna, samt bröstning. Alla fönster på gården är vita. Det höga taket består av valmat sadeltak med lätt svängd kontur, klätt i mångfärgat taktegel skiftande mellan gula, röda och rödbruna pannor. Över västra fasadens taklist finns en centralt placerad, volutförsedd prydnadsgavel. Fasaderna mot Norra Storgatan och Springpostgränden är putsade i ljusgul puts medan fasaden in mot gården har det ursprungliga korsvirket blottat och den södra trädgårdsfasaden utgörs av ljusgulmålad locklistpanel.
Trädgården mot Norra Storgatan är upphöjd från gatunivån där den bildar en liten terrass. Den inhägnas av ett svartmålat gjutjärnsstaket ut mot gatan och har tre trappor som förmedlar kontakten med trottoaren nedanför, en längst i söder, en centralt placerad och en längst i norr. I trädgården finns en mindre parterr och ett springvatten, i övrigt är den stenbelagd och på dess östra och västra sidor har två rader av lindar utplanterats. Trädgården avgränsas i öster av en putsad, taktegelkrönt mur, bruten av en byggnadsgavel med vitmålade kvaderstensimitationer i hörnen och en vit nisch. I murarna, på vardera sida byggnadsgaveln, finns portaler in till de olika innergårdarna.

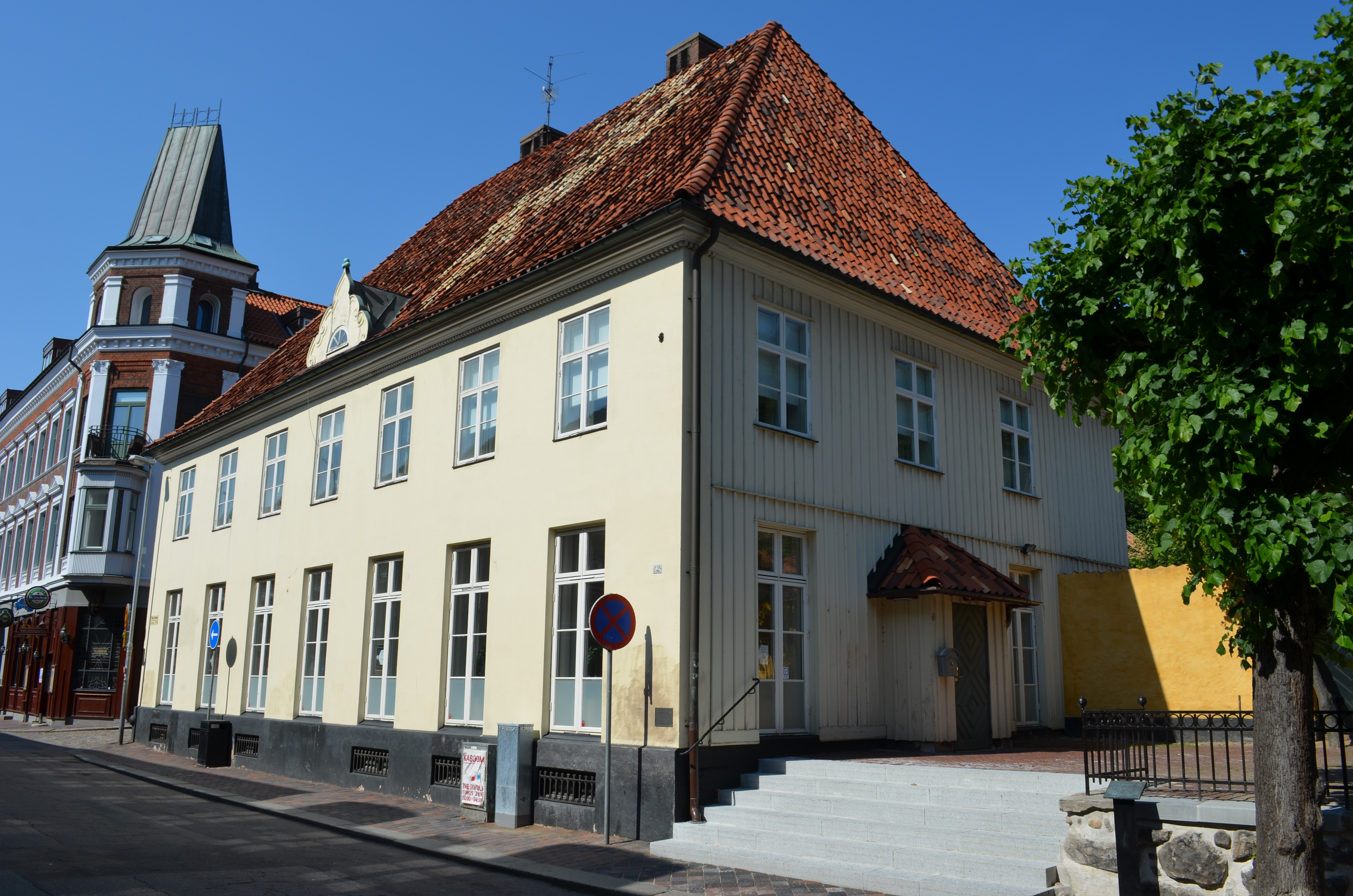
Huvudbyggnaden sedd från sydväst.
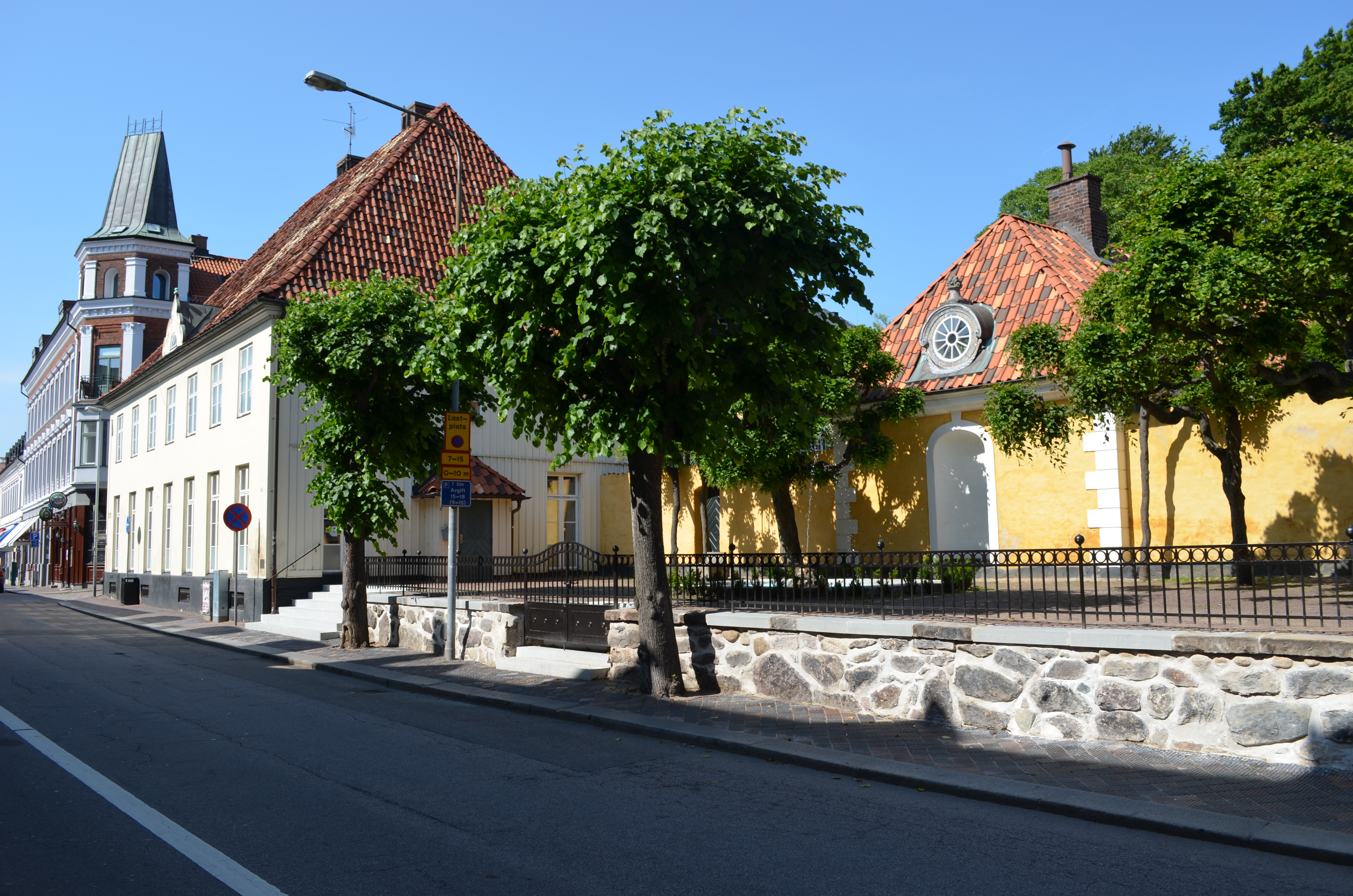
Den terrasserade trädgården som den såg ut 2013.
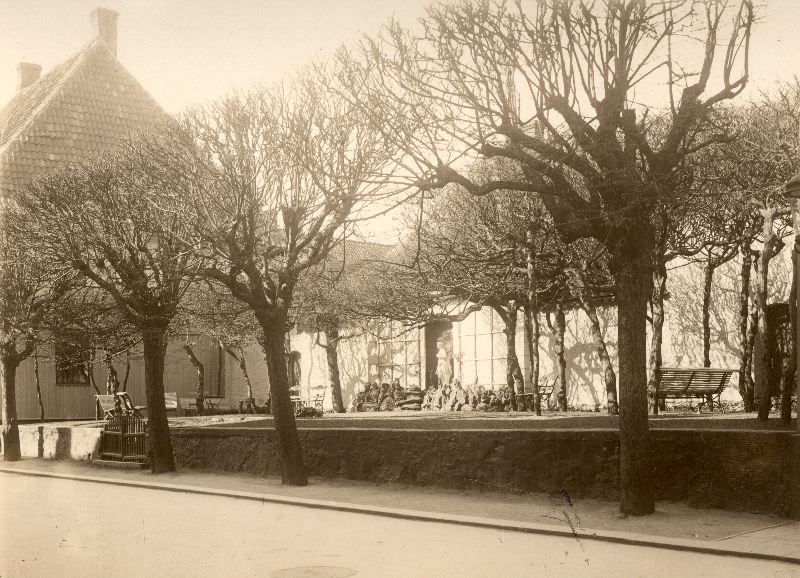
Den terrasserade trädgården som den såg ut före 1920. Notera skulpturen placerad i nischen och stenblocken framför.

### Mot Springpostgränden

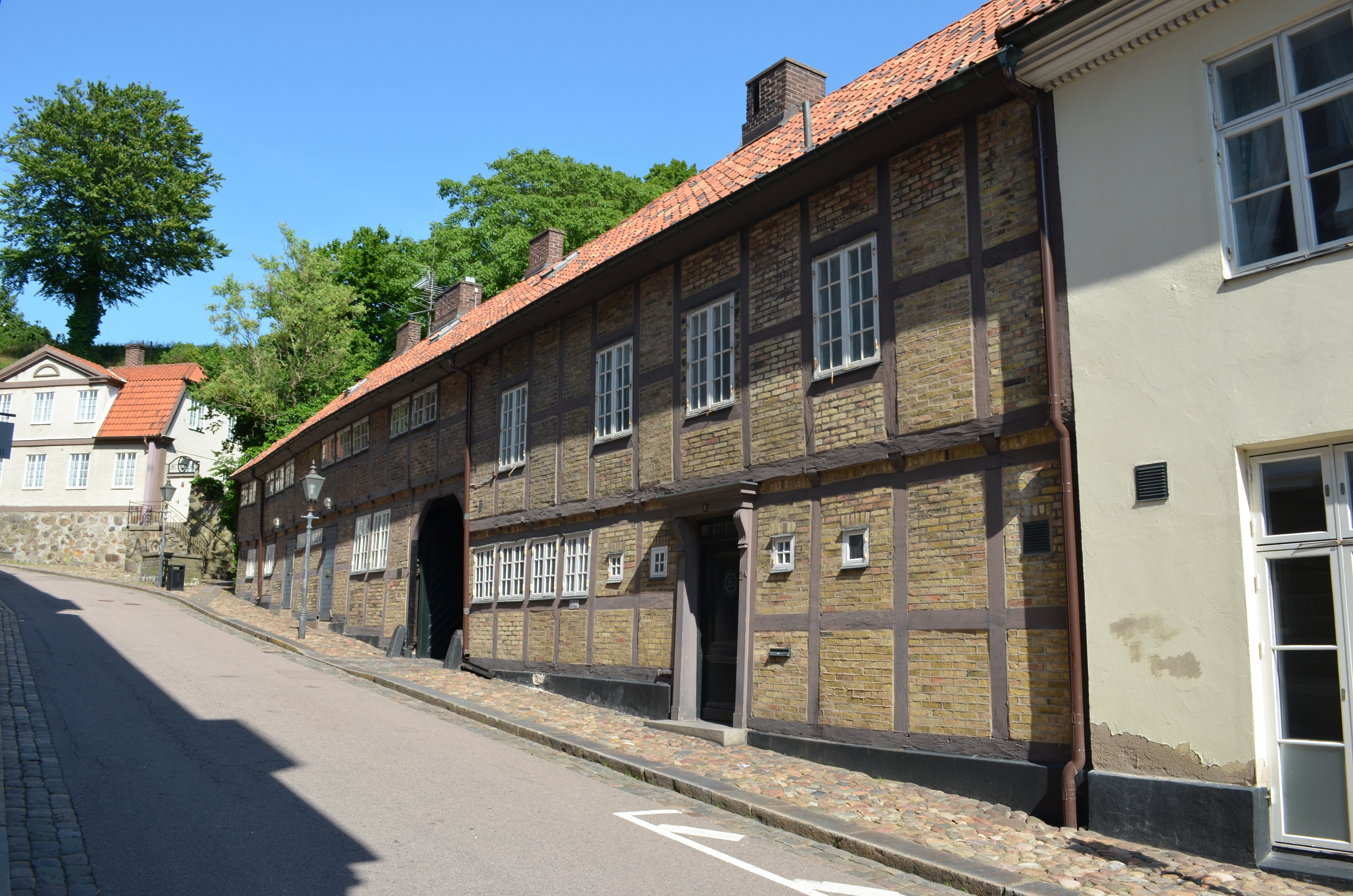
Fasad mot Springpostgränden.

På gårdens norra sida, mot Springpostgränden, ligger en lägre länga i två våningar och smått utkragad övervåning, vars gatufasad består av korsvirke med brunmålat timra och gulflammigt tegel i facken. Byggnaden övertäcks av ett ordinärt sadeltak med rött, flammigt taktegel. I längan finns en större port som leder in till innergården, flankerad av två pollare för att skydda faserna mot fordonsskador. Porten kan stängas till med hjälp av dubbeldörrar snickrade med grönmålade diagonalt ställda brädor. Väster om porten finns en mer prominent spegelförsedd grönmålad entrédörr, flankerad av pilastrar från vilka ornamentala konsoler bär upp en mindre utskjutande kornisch i överkant klädd med kopparplåt. Dörren pryds även av ett monogram bestående av ett slingrigt stiliserat W, möjligtvis från den tid då Gustaf W. Widmarks arkitektkontor var inhyst i byggnaden. På den östra sidan av porten finns två mer beskedliga entrédörrar i ljusare grön färg. Fönstren ut mot gatan är i flera varierande storlekar, men består mestadels av tätspröjsade mittpostfönster med mittspröjs samt en, två eller tre tvärspröjsar beroende på fönstrets höjd. Fönstren är inte ursprungliga och är insatta vid senare datum. Byggnaden vilar på en mörkgrå putsad sockel som på grund av Springpostgrändens backe är avtrappad i olika nivåer. Höjdskillnaden gör också att alla dörrar samt porten är placerade på olika höjd.

### Innergård

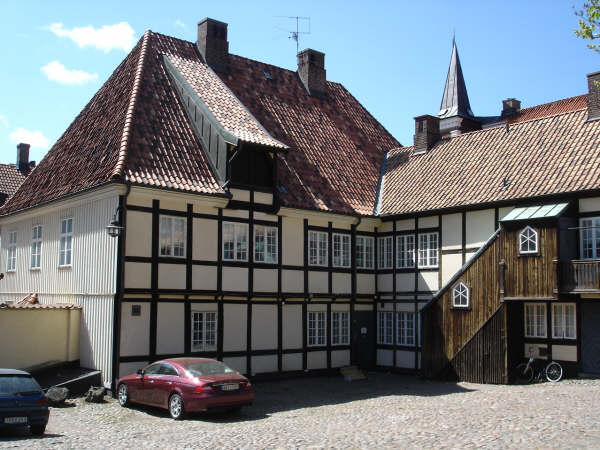
Innergården.

Innergården begränsas i norr och nordväst av huvudbyggnaden och längan mot Springpostgränden, i väst av mur ut mot gatuträdgården och i söder av en lägre länga vars gavel det är som syns ut mot gatuträdgården. Gården är stenbelagd och här är byggnadsfasaderna på huvudbyggnaden och längan klädda i korsvirke med brun timra och gulputsade fack. En vindskappa bryter av taket på huvudbyggnaden mot innergården. Denna var förr försedd med hiss och användes för att föra in gods och varor till gårdens vindsförråd. På den norra längan finns en svalgång i brunbetsat trä med tillhörande utanpåliggande trapphus. Alla fönster mot gården är vitmålade tätspröjsade mittpostfönster. I öster övergår innergården i en terrasserad trädgård, vars första terrass nås av en centralt placerad stentrappa och avgränsas av ett järnstaket med rader av almar bakom. En gång leder mellan två avenbokar till trappan upp på den mindre övre terrassen, varifrån en vindande gång fortsätter uppåt längs den branta landborgen till dess att den når ett på brantens krön placerat lusthus i trä. Avenbokarna ska vara planterade 1766 under Fredrik Wilhelm Cösters tid som ägare.
I den södra längan finns en port som leder till ännu en innergård, vilken består av en intim, mindre trädgård, kantad av figurklippta idegranshäckar och ett fågelbad i sten. I söder finns en blinddörr till den intilliggande fastigheten placerad i fil med de övriga portarna till fastigheten, och i öster ett brygghus från 1923.

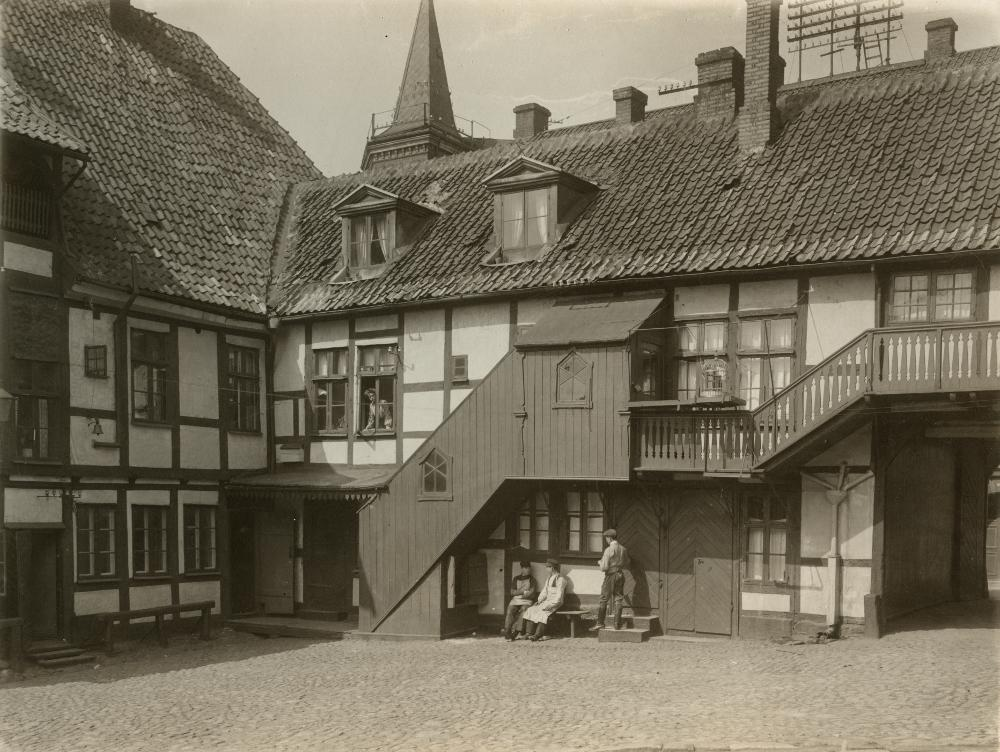
Innergården med svalgången på 1900-talets första decennium.
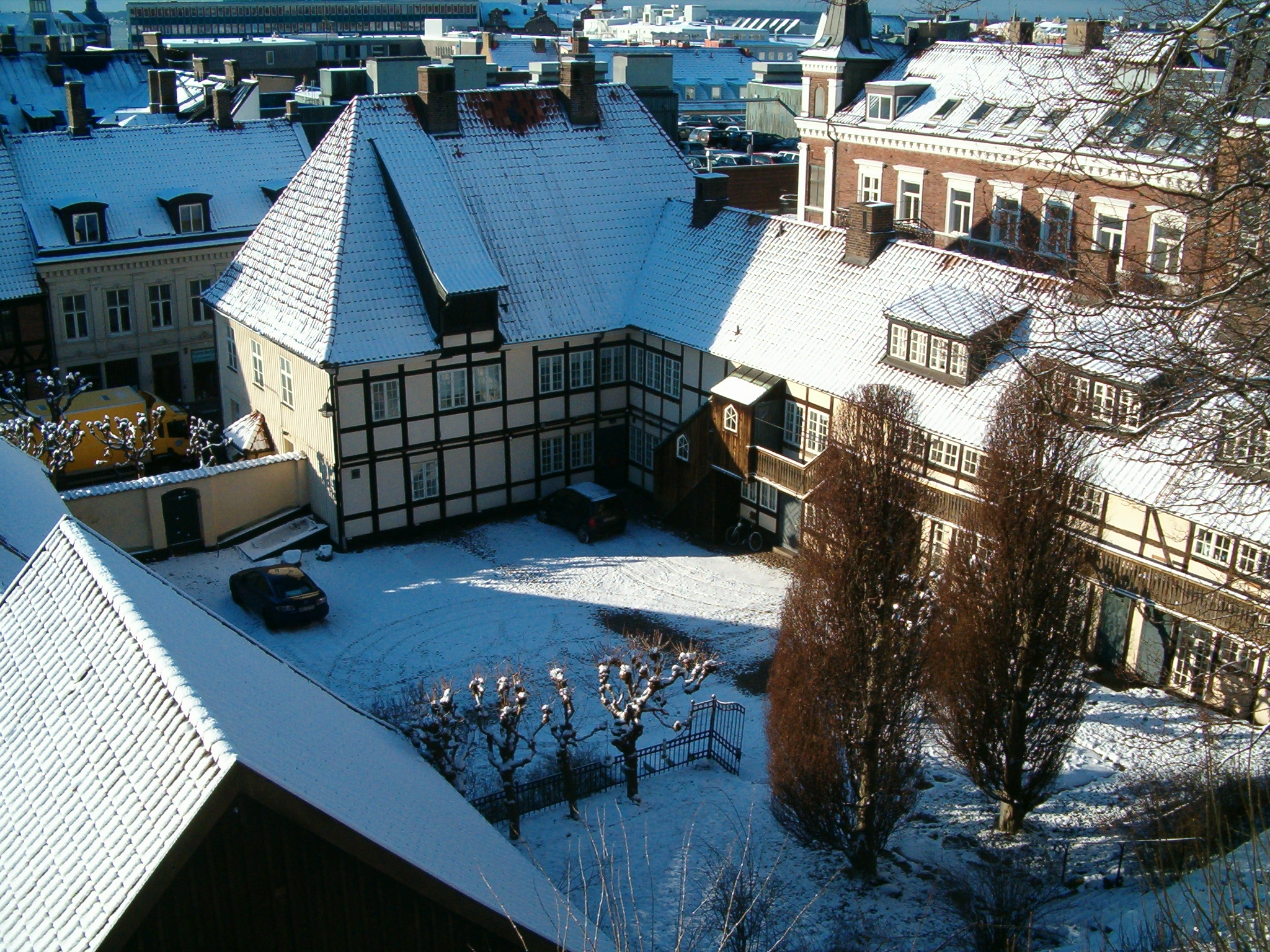
Henckelska gårdens innergård i vinterskrud, sedd från landborgen.
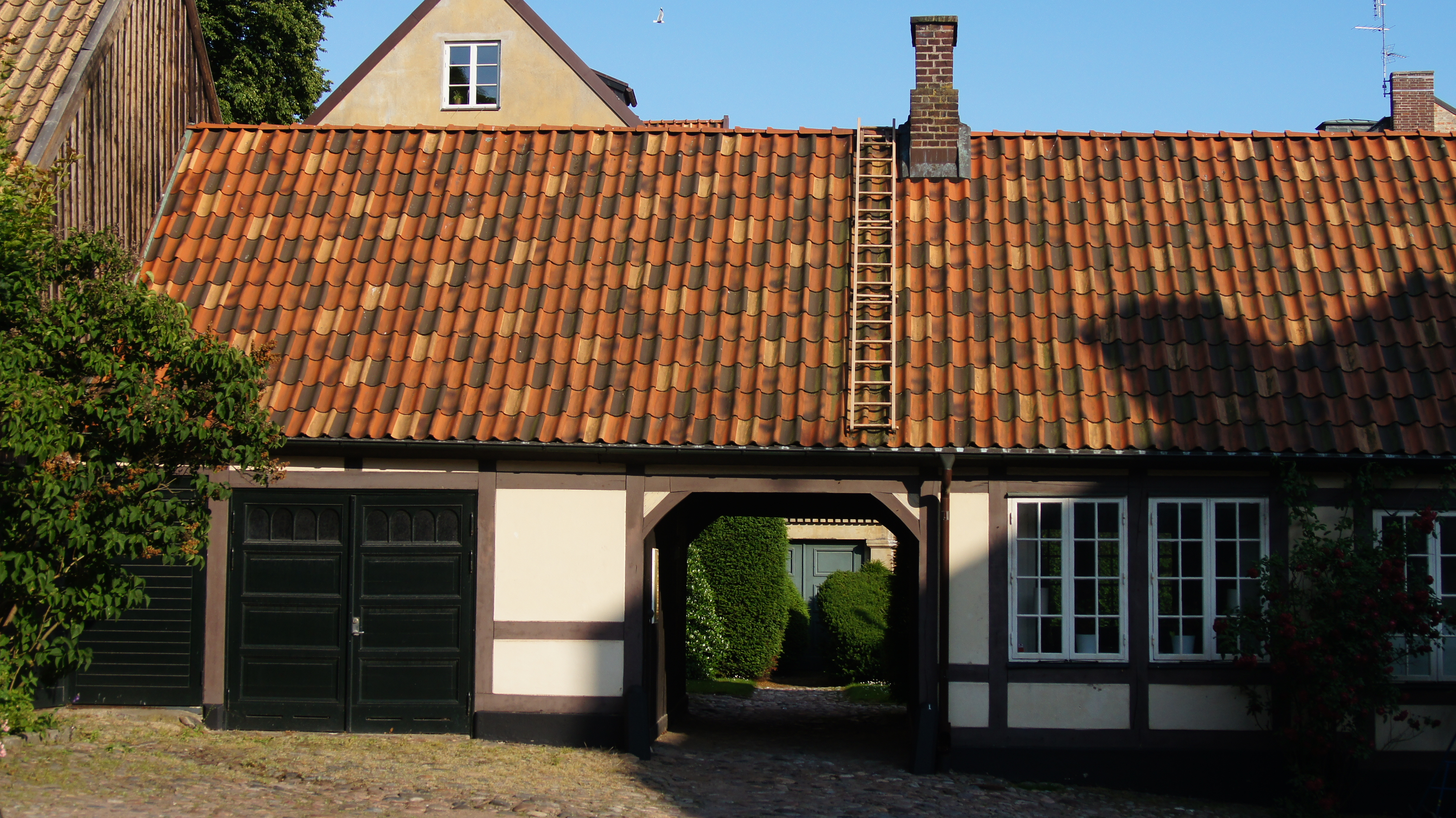
Södra längan.
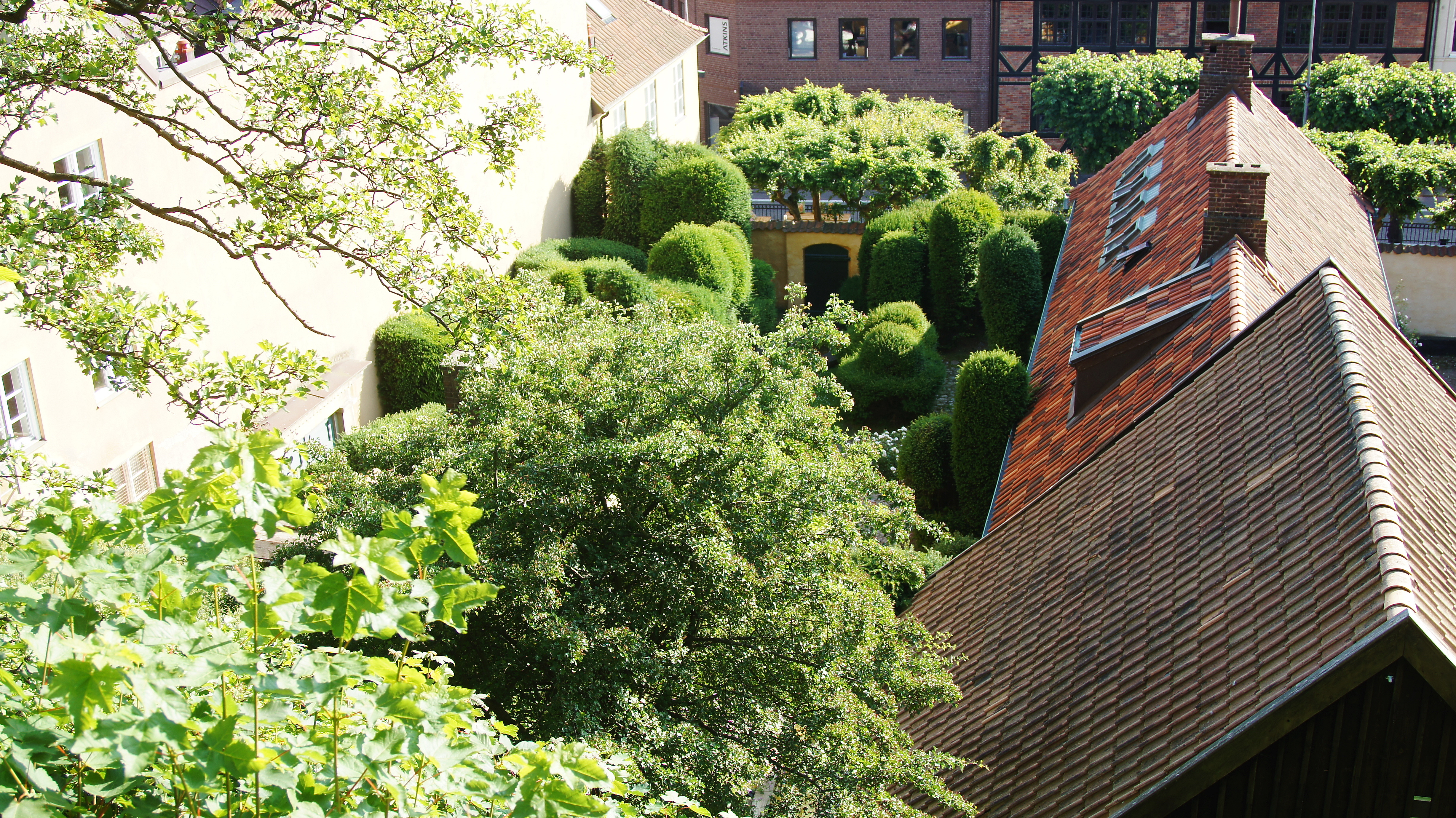
Södra längan och inre trädgården sedda från landborgen.
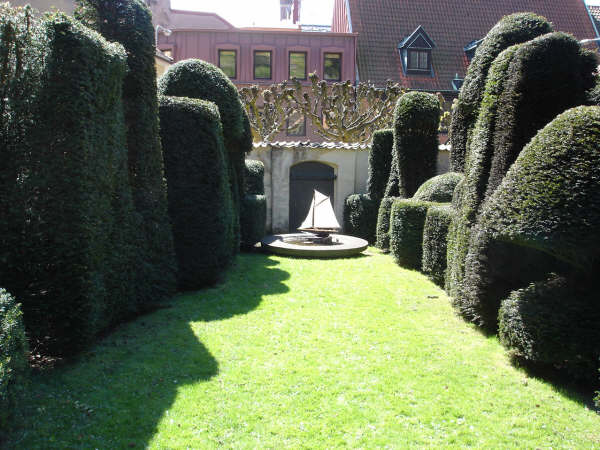
Innersta trädgården som den såg ut 2006.
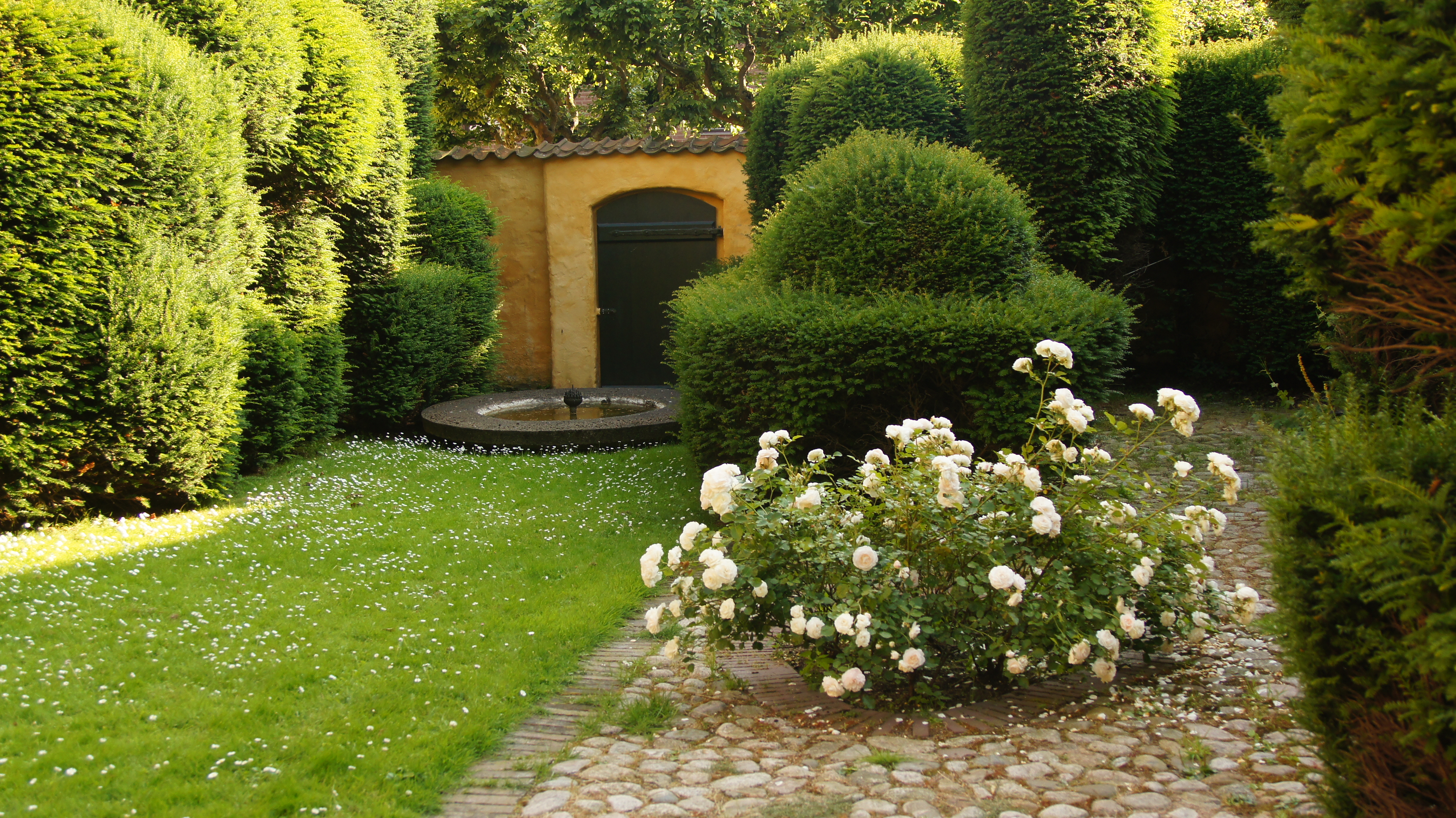
Innersta trädgården som den såg ut 2013.

### Eppingska lusthuset

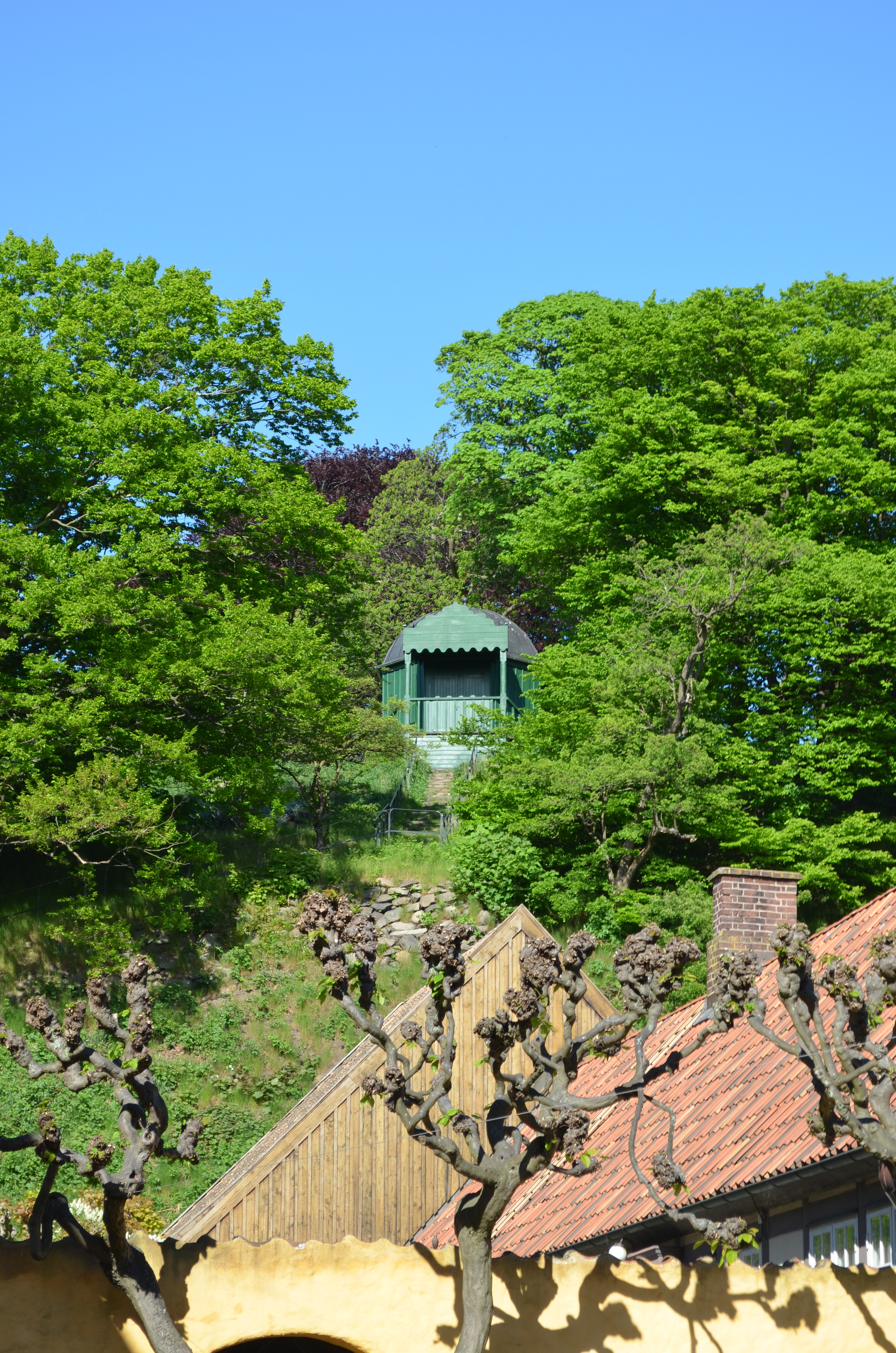
Eppingska lusthuset.

Ovanför gården, uppe på landborgen, ligger ett lusthus som länge tillhörde fastigheten men som numera är en del av Slottshagens allmänna parkmark. Detta omfattas också av byggnadsminnesförklaringen. Lusthuset anses ha uppförts i början på artonhundratalet när kammarherrinna Nancy von Eppingen var registrerad som ägare av fastigheten.
Lusthuset är oktogonformat och vilar på en upphöjd sockel i landborgssluttningen. En mindre veranda vetter ut mot sluttningen i väster och nås av två trappor på vardera sida. Över verandan vilar en baldakin i trä på två stolpar. Baldakinen har ornamentala gavlar i tre riktningar och avslutas nedan av en vågformad kjol. Två fönster öppnar upp lusthuset på vardera sida om ingången. Fönstren är gråmålade korspostfönster med mindre övre bågar och större undre med spröjs. Under vintermånaderna skyddas fönstren av paneler i samma utförande som resten av byggnaden. Lusthuset kröns av ett ellipsformat kupoltak, klätt i svart takplåt. 
Huset är klätt i locklistpanel som efter en större restaurering 2016 till 2017 målats grön. Lusthuset hade länge varit målat i en så kallad herrgårdsgul färg, men vid restaureringen skrapades färgen bort och det upptäcktes att lusthuset ursprungligen varit grönt.
Under en kort period under 2010-talet huserade lusthuset en kaffe- och våffelservering.

## Historia

### I rådman Schlyters ägo

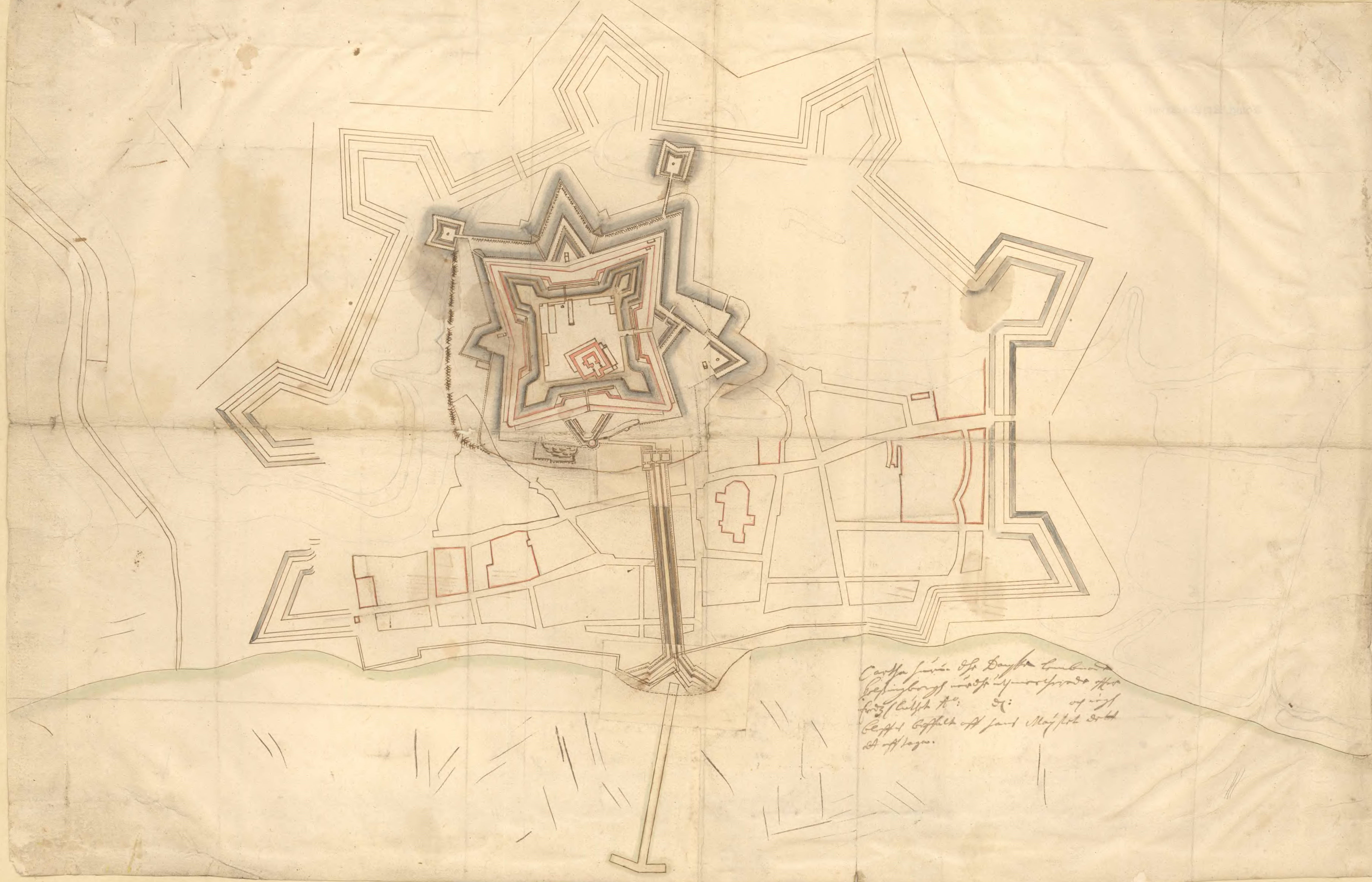
Karta som visar Helsingborgs tillstånd efter att de danska styrkorna lämnat staden 1679. Kvarstående stadsbebyggelse är markerad med en röd kantlinje. Gårdens ursprungliga läge syns strax nedanför fästningen, till vänster om den diagonala gatan Strömmen i bild.

Den ursprungliga gården byggdes 1629 åt den danske kungen Kristian IV och på 1670-talet ägdes gården av rådmannen och handelsmannen Herman Schlyter. Den angränsande tomten i norr ägdes av dennes svärfar, borgmästaren Bent Pihl (senare adlad Pihlcrona). Under skånska kriget intogs Helsingborg av danskarna 1676 men återtogs av svenskarna den 30 december samma år efter slaget vid Lund. Innan svenskarna intog staden hade en del av stadens borgare, däribland Schlyter och Pihl, satt sig i säkerhet på Själland. Detta ansågs av svenskarna som ett brott mot trohetseden till den svenska kungen och generalguvernör Göran Sperling påbjöd att alla borgare som flytt till Danmark skulle ställas inför rätta. I slutet av juni 1678 intog danskarna åter staden och under denna revs år 1679 stora delar av stadens bebyggelse av danskarna då man ville förstärka stadens befästningar och försörjningslinjer från vattnet. Bland den förstörda bebyggelsen fanns Schlyters och Pihls gårdar. Timret från byggnaderna hade förts till fästningen för att användas till försvarsanläggningarna, men när ett fredsavtal slöts det året evakuerade danskarna staden. Schlyter och Pihl återvände till Helsingborg och lyckades återfå sitt byggnadstimmer av den danske kommendanten innan denne lämnade staden. Schlyter ställdes dock som utlovat inför rätta anklagad för högförräderi, men friades.
Med hjälp av sitt byggtimmer kunde Schlyter och Pihl rätt snart återuppföra sina gårdar, men den nya gård Schlyter uppförde var förskjuten mot söder och lades rakt över stadens gamla infartsled, "Strömmen". Gatan hade fått sitt namn av den springkälla som rann ut ur landborgen strax norr om gården och som sedan leddes i en rännsten ner genom staden. Gatans riktning ändrades nu till att leda in mellan de två herrarnas respektive gårdar, den gata som nu är Springpostgränden. Rester av den äldre gatusträckningen har hittats vid utgrävningar av Henckelska gårdens innergård, där dess stenläggning och breda rännsten för källvatten påfanns. I en skrivelse från 1681 beklagar stadens styrelse, magistraten, att Schlyter med sitt bygge
| ” | hafver intagit Stadens gamble omistel. Wegh och Axeltorg som ock betagit staden dess durchlopende Ström. | „ |

Varför Schlyter valde att flytta gården söderut vet man inte med säkerhet, men kanske skulle båda herrarnas handelsverksamheter gynnas av att gårdarna hade gator på två sidor om sig. Gården uppfördes i yngre korsvirkesstil, mer avskalad från ornament och med en mindre utkragande övervåning. Huset är idag försett med ett högt valmat tak, vilket möjligtvis inte är ursprungligt utan möjligtvis ändrats från det klassiska sadeltaket vid en senare ombyggnad. Magistraten hade angående Schlyters egenmäktiga flytt av sin gård skickat en besvärsskrivelse till Kunglig Majestät med begäran om att få "subsidiärt" åtnjuta bestämmelser i Sveriges lag som förbjöd intrång på någon annans mark. Eftersom svensk lag ännu inte införts i Skåne tog de svenska myndigheterna tillfället i akt och guvernör Rutger von Ascheberg svarade att detta skulle kunna låta sig göras om svensk lag introducerades av magistraten och stadens borgare. Samtidigt stod magistraten utan lokaler då det gamla rådhuset, som legat strax söder om Mariakyrkan, funnits bland de byggnader som drabbats av den danska nedrivningen av Helsingborg. Efter att från fredsslutet ha flyttat runt i en del fastigheter i staden ingick magistraten ett avtal med Schlyter om att få nyttja "tvenne logimenter av dess hus" på ovanvåningen i dennes nybyggda gård och från 1682 och i tre eller fyra år framåt hyrde man in sig i dessa lokaler. Därför blev det så att det var under gårdens tid som rådstuga som svensk lag och rätt infördes i Helsingborg vid en högtidlig ceremoni den 25 augusti 1682, där justitiepresidenten i Malmö Johan Palm överlämnade ett exemplar av den svenska lagboken till dåvarande borgmästare Bengt Langh. Efter detta förefaller magistraten inte ha gått vidare med några åtgärder mot Schlyters nybygge.

### Danska invasionen av Skåne 1709–1710
Den andre november 1709 landsteg en dansk här vid Råå söder om Helsingborg och staden övergav sig dagen efter till danskarna, eftersom man var rädd att svenskarna skulle sätta eld på staden när de övergav garnisonen, som var placerad vid Kärnan. På kvällen den 5 november ankom den danske kungen Fredrik IV till Helsingborg och tog där Henckelska gården som sitt högkvarter. Hela det kungliga följet på 200 personer inkvarterades i gården. Då Helsingborgs svenskfödda borgmästare, Gabriel Löfgren, vid invasionen hade lämnat staden utsågs Schlyter till borgmästare av den danske kungen. Vid slaget vid Helsingborg den 28 februari 1710 besegrades danskarna och gården hotades av ännu en rivning, denna gång av de svenska styrkorna, som beslagtagit gården på grund av Schlyters danskvänliga inställning. Schlyter tvingades fly till Danmark men gården räddades av magistraten som fortfarande hade ont om plats och begärde att få använda den som rådstuga.
Efter Schlyters flykt övertogs gården av dennes svärson, tullinspektör Petter Appelberg, gift med Metta Schlyter. När den danska armén skulle evakuera Helsingborg efter slaget hade bedömningen gjorts att man inte hade möjlighet att skeppa över alla kavalleriets hästar valde man att sticka eller skjuta ihjäl dessa, totalt runt 5 000. För att vålla så stort besvär som möjligt för svenskarna hade dessa till och med släpats ner i källare och släppts ner i brunnar. I en skrivelse till stadens magistrat där Appelberg beklagar sig över kostnaden av att forsla bort hästliken från sin gård framgår att över 30 hästar låg döda i olika rum i fastigheten.

### Gården under senare 1700-talet och Fredrik W. Cöster

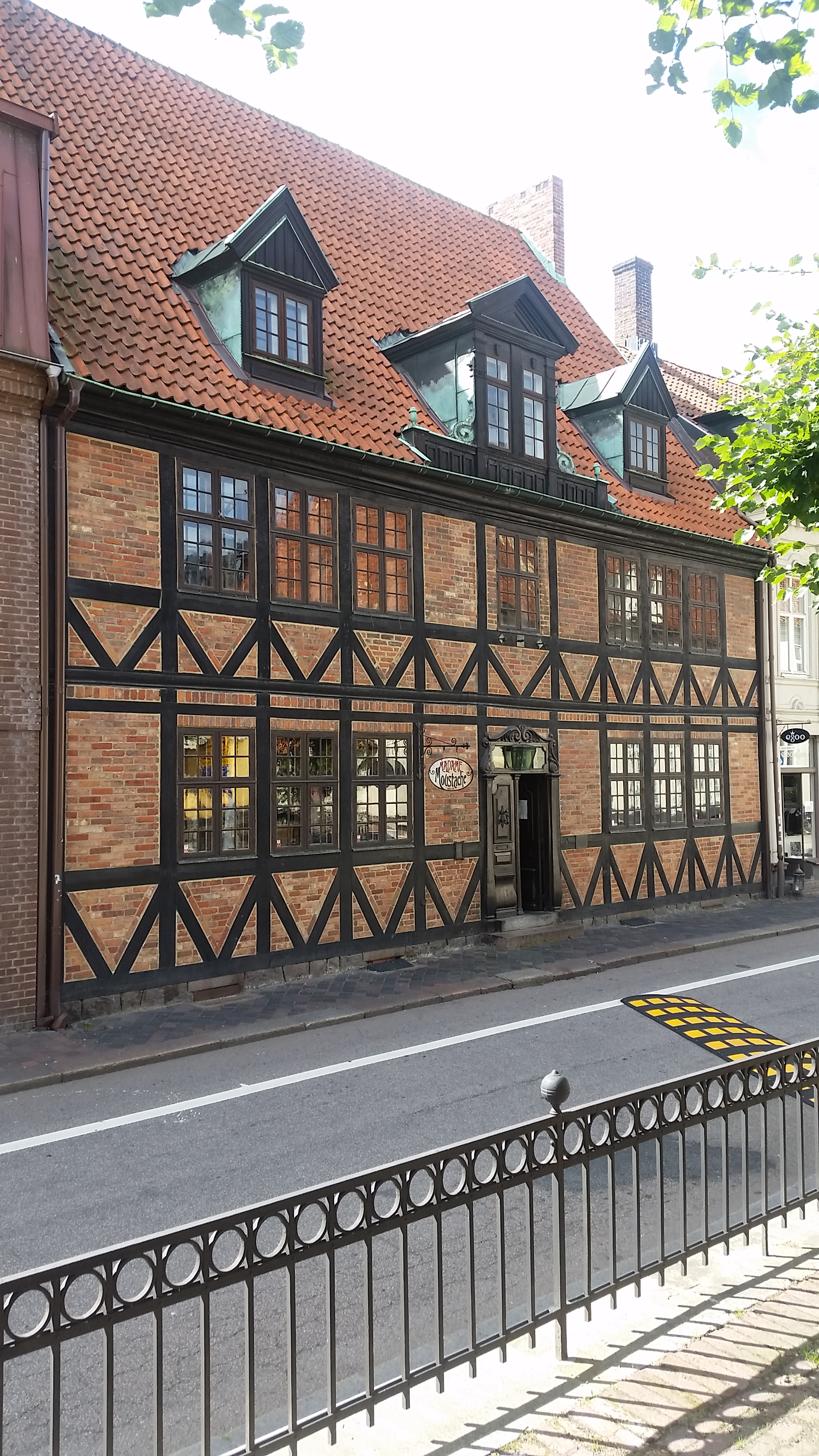
Gamlegård sett från Henckelska gårdens trädgård.

Senare under 1700-talet och fram till 1763 ägdes gården av den dåvarande borgmästaren Petter Pihl den yngre, som bland annat lät leda vattnet från springkällan i rör under Henckelska gården till sin bostad i Gamlegård, på motsatta sidan av Norra Storgatan. Efter sin död testamenterade Pihl gården till sin bokhållare Petter Nyman, vars änka sedan sålde vidare en del av gården till direktören för Södra dykeri- och bärgningskompaniet, Fredrik Wilhelm Cöster i maj 1766. Den del Cöster köpte var huslängan på innergården tillsammans med den öppna plats som vette ut mot Norra Storgatan. Meningen med köpet var att Cöster ville anlägga en trädgård mot Norra Storgatan till ära för Gustav III:s blivande gemål, prinsessan Sofia Magdalena, då hon på vägen från Danmark skulle bo i Cösters bostad i Gamlegård på motsatta sidan gatan. Troligen ersatte ombyggnaden gårdslängans ursprungliga västfasad med dagens putsade och nischförsedda motsvarighet krönt av valmat tak. Trädgården ut mot gatan försågs med en mindre fontän och omgivande parterrer. Cöster fortsatte att köpa upp delar av gården och 1787 ägde han hela gården. 
Helsingborg var historiskt en utpräglad korsvirkesstad och ännu 1827 var 94 procent av byggnaderna i staden byggda i korsvirke, men Cöster kom att gå i spetsen för en förnyelse av stadens arkitektur i en riktning mot den nyklassicistiska gustavianska stil som var mer vanlig i resten av Sverige. Under sin tid som ägare genomförde Cöster en genomgående renovering av gården, som blev färdig 1780. Huvudbyggnaden omformades och moderniserades för att passa tidens ideal. Med hjälp av utfyllnad av tegelstenar i bottenvåningen doldes utkragningen i de tre gatufasaderna som sedan täcktes med brädpaneler. Längan mot Springpostgränden genomgick också en stor renovering, men behöll sin korsvirkesfasad. Även Cösters Gamlegård genomgick en liknande renovering med brädpaneler och ombyggnaderna gav båda gårdarna ett klassicistiskt utseende, vilket gjorde gårdarna till stadens första i gustaviansk stil. Dessa ombyggnader kom att bli stilbildande i Helsingborg och flera efterkommande byggen kom att präglas av samma träpanelklädda stil, till exempel Cösters egna Fredriksdal, men även Tornérhjelmska gården vid Fågelsångsgatan och Gröna längan på Ruuthska bruket (numera försvunnen). Alternativet till att passa in byggnaderna i de nya stilidealen var att helt enkelt täcka existerande korsvirkesgårdar i ljus puts, vilket också gjordes i flera fall, till exempel med Jacob Hansens hus och Hotell Munthe. Särskilt träpanelklädseln av gamla korsvirkesgårdar har, bland annat av konsthistoriker Gregor Paulsson, setts som en inflytande av uppsvensk arkitektur på den dansk-skånska byggnadskultur som tidigare präglade Helsingborg. Cöster avled 1797 och hans arvinge, Fredrik Wilhelm Cöster den yngre, valde 1799 att göra Fredriksdal till sin permanenta bostad.

### Gården under början av 1800-talet
Både Heckelska gården och Gamlegård köptes från familjen Cöster år 1801 av kommerserådet Peter Möller. Denne verkar relativt snart ha sålt vidare gården till färjemannen Påhl Andersson Romare som under en tid ska ha ägt gården men som avled redan 1803. Gården ägdes 1816 av den danska kammarherrinnan Anna Marie (Nancy) von Eppingen. Gården hade inköpts av kammarherre Reinhard von Eppingen(da) som tillsammans med Nancy flyttat till Helsingborg efter att de båda blivit utfrysta från det danska hovet på grund av deras utomäktenskapliga kärleksaffär. Nancy hade vid tillfället för affären varit gift med professor Nicolai Abildgaard, som avslöjade de båda och begärde skilsmässa. Reinhard och Nancy gifte sig senare i Sverige. Exakt när paret köpte gården är okänt, men Reinhard blev husdeputerad i Helsingborg 1802. Reinhard kom under Napoleonkrigens konflikt mellan Danmark och Sverige 1809 till 1810 att återfå den danske kungens gunst då han antog uppdraget att förse den danska stridsledningen med underrättelser om Sverige och Skåne inför en planerad dansk invasion. Invasionen kom aldrig att bli av och efter kriget (Freden i Kiel 1814) flyttade Reinhard till Köpenhamn och därefter förefaller paret ha levt åtskilda liv. Nancy von Eppingen dog 1822 i Helsingör. Det är under hennes tid som ägare som det lusthus som är beläget i den tidigare trädgården på landborgen ovanför gården anses ha uppförts. Den 1 maj 1815 uppgav Nancy ett värde av husen på tomterna 49 och 60 på 3 100 riksdaler banco och den tillhörande stadsjorden till 500 riksdaler banco.

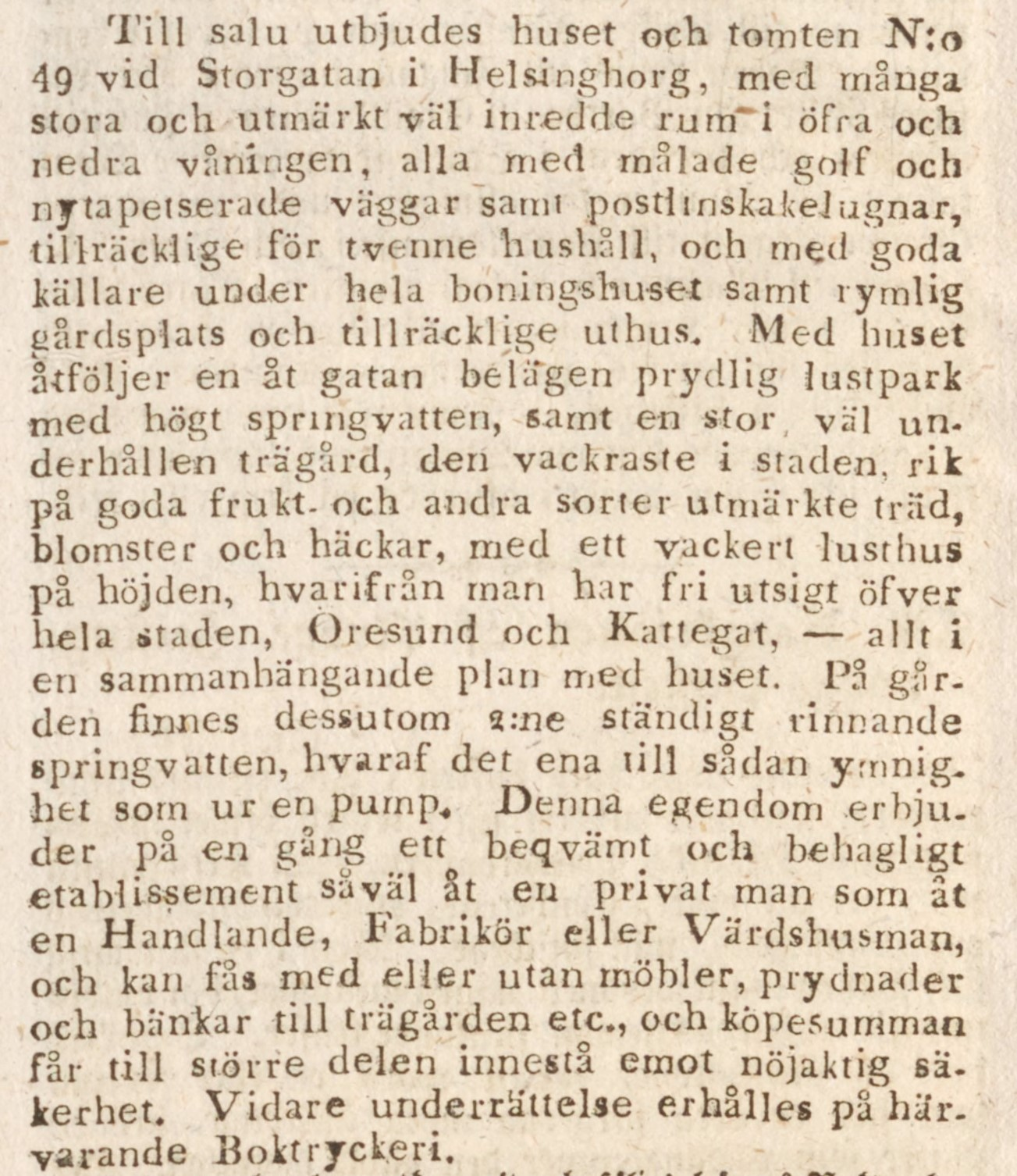
Försäljningsannonsen publicerad i Helsingborgs-Posten den 26 mars 1831.

Brädpanelen på huvudbyggnadens gatufasad mot Norra Storgatan togs troligen bort 1811 och ersattes med en putsad yta. Dess norra och södra fasader bibehöll dock fortfarande sin brädbeklädnad. I ett brandförsäkringsbrev från 1828 får man en god inblick av vad gårdens inredning vid 1800-talets början bestod av: femton av rummen var klädda med bröstpanel, sju hade underlag med pappersbeklädnad, tre hade utländsktillverkade tapeter, två var klädda med väv målad med oljefärg och tio rum var endast målade med oljefärg. I åtta rum fanns gipsloft och gården innehöll sex dubbla dörrar och elva stockholmstillverkade vindkakelugnar. Längan mot Springpostgränden bestod av bostadskamrar, brygghus och ett stall med plats för åtta hästar. En försäljningsannons publicerad i Helsingborgs-Posten den 26 mars 1831 ger också en beskrivning av gården:
| ” | Till salu utbjudes huset och tomten N:o 49 vid Storgatan i Helsingborg, med många stora och utmärkt väl inredde rum i öfra och nedra våningen, alla med målade golf och nytapetserade väggar, samt postlinkakelugnar, tillräcklige för tvenne hushåll, och med goda källare under hela boningshuset samt rymlig gårdsplats och tillräcklige uthus. Med huset åtföljer en åt gatan belägen prydlig lustpark med högt springvatten, samt en stor, väl underhållen trädgård, den vackraste i staden, rik på goda frukt- och andra sorter utmärkte träd, blomster och häckar, med ett vackert lusthus på höjden, hvarifrån man har fri utsigt öfver hela staden, Öresund och Kattegatt, – allt i en sammanhängande plan med huset. På gården finns dessutom 2:ne ständigt rinnande springvatten, hvaraf det ena till sådan ymnighet som ur en pump. Denna egendom erbjuder på en gång ett beqvämt och behagligt etablissement såväl åt en privat man som åt en Handlande, Fabrikör eller Värdshusman, och kan fås med eller utan möbler, prydnader och bänkar till trädgården etc., och köpesumman får till större delen innestå emot nöjaktig säkerhet. | „ |

### I Fredrik W. Henckels ägo

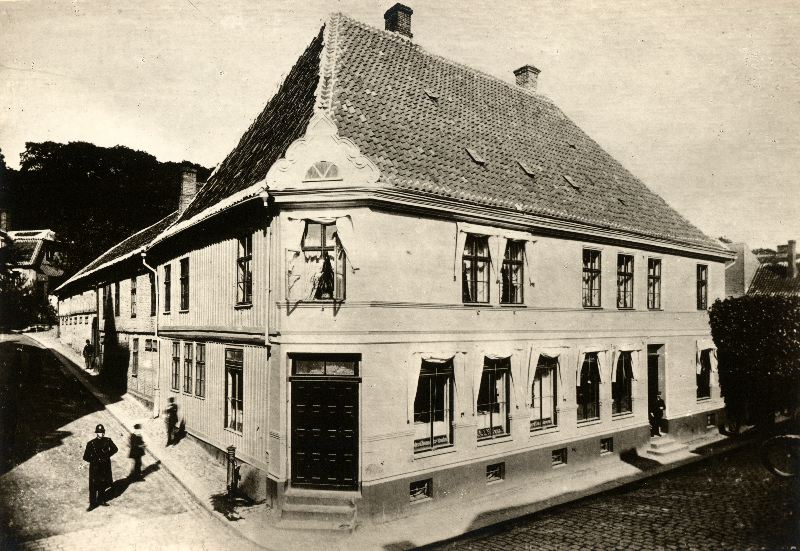
Henckelska gården under 1880-talet med ingången och den volutförsedda prydnadsgaveln i det nordvästra hörnet som Fredrik W. Henckel lade till.

Enligt ett köpebrev från 1832 ägdes gården vid det tillfället av en S. Holmgren som genom köpavtalet sålde den till sekreteraren Anders Andersson Ahrengren. Ahrengren sålde sedan vidare gården till Claes Ludvig Virgin 1841. Därefter ägdes gården ett tag av generaladjutanten Achates Carl von Platen, som lät uppföra det nu benämnda von Platenska huset i tomtens nordöstra del. Efter von Platens död såldes gården 1851 av dennes arvingar till ryttmästare Kjell Salomon Bennet, svåger till von Platens dotter Sofia Elisabet. Gården köptes av handlande Fredrik Wilhelm Henckel 1855, som också är den person som byggnadens namn åsyftar. 
Henckel lät sätta in en ny ingång till huvudbyggnaden belägen i byggnadens nordvästra hörn, ut mot gatukorsningen. Över dörren lade han till en volutförsedd prydnadsgavel. Träpanelen på fasaderna mot innergården togs bort 1866, vilket gjorde att korsvirket här åter blev synligt. Henckel lät även bygga ut korsvikeslängan mot Springpostgränden och var möjligen även den som lät påbygga den andra våningen. Denna hade enligt ovan nämnda brandförsäkringsbrev så sent som 1828 fortfarande endast varit i en våning. År 1904 inreddes butikslokaler i bottenvåningen mot Norra Storgatan och stora skyltfönster slogs upp kring ingången i det nordvästra hörnet. Henckel ägde gården fram till sin död 1912 och under 1910-talet fortsatte paret Henckels ogifta döttrar, Edith och Sigrid, att bebo huset.

### Senare ägare
Mellan 1921 och 1968 ägdes gården av Kooperativa Föreningen Svea (senare Konsumentföreningen Solidar), som 1923 renoverade byggnaden under ledning av arkitekten Gustav Wilhelmsson Widmark. Under renoveringen flyttade man bland annat ingången till den södra fasaden. Prydnadsgaveln flyttades samtidigt till en plats på taklisten över den gamla huvudentrén mot Norra Storgatan, vilket är dess nuvarande placering. Denna entré murades igen 1963. Fönstersättningen i ovanvåningen gjordes mer regelbunden och de stora skyltfönstren i bottenplanet togs bort och ersattes med mindre i samma sättning som de på ovanvåningen längs hela fasaden. På bottenplanet hystes efter detta kooperativa föreningens livsmedelsbutik. I längan mot Springpostgränden kom Widmark också att ha sitt arkitektkontor fram till 1928. Mellan 1961 och 1963 inreddes bostäder i östra delen av längan, då de två entrédörrarna öster om porten installerades tillsammans med att större fönster togs upp i både bottenvåningen och på ovanvåningen. Vinden på längan byggdes 1964 om till bostäder och vid detta tillfälle tillkom takkuporna in mot innergården. Trädgården uppe på landborgen öppnades upp för allmänheten 1941 och införlivades i parken Slottshagen. Gården användes 1954 som inspelningsplats för scener i Ingmar Bergmans komedifilm En lektion i kärlek.
År 1970 köptes gården av Helsingborgs stad för 400 000 kronor och 1999 såldes den vidare till en för föremålet startad stiftelse, Stiftelsen Henckelska gården. I avtalet angavs bland annat att innergården måste hållas öppen för allmänheten. Det von Platenska huset och Eppingska lusthuset styckades av från tomten på 1990-talet. I byggnaden huserar numera campusprofiler från Lunds Universitet och Stampus studentförening. En upprustning av trädgården ut mot Norra Storgatan genomfördes 2010, då muren in mot gården putsades om, samt trapporna, staketen och muren ut mot gatan renoverades. Syftet var att möjliggöra en uteservering för den då nyöppnade restaurangen Madame Moustasche i Gamlegård på motsatt sida gatan, vilket var tänkt att återuppliva Norra Storgatans gatumiljö.

## Kulturhistoriskt skydd
Frågan om att skydda Henckelska gården enligt byggnadsminneslagen fördes upp redan 1969, men vid tillfället pågick förhandlingar mellan Konsumentföreningen Solidar och Helsingborgs stad om en försäljning av gården och ärendet fick därför vila. Efter att Helsingborgs stad köpt gården år 1970 dröjde det ännu åtta år innan gården slutligen byggnadsminnesmärktes den 14 februari 1978. Fastighetsbeteckningen vid tidpunkten för märkningen var Kärnan Norra 23 och i skyddet ingick tre gatuhus (huvudbyggnaden, längan mot Springpostgränden och von Platenska huset), två gårdshus, gårdsplaner, trädgården och parken med Eppingska lusthuset på landborgen. Skyddsföreskrifterna anger att (1) inga av byggnaderna får rivas eller till sitt yttre byggas om eller förändras, (2) lusthuset på landborgen inte får rivas eller till sitt yttre byggas om eller förändras, (3) inre ombyggnader och ändringar av rumsindelningar måste godkännas, (4) gårdsplanerna och trädgårdarna får inte utan tillstånd ytterligare bebyggas eller väsentligt förändras, och (5) byggnaderna ska underhållas löpande och gårdsplanerna och trädgårdarna ska hållas i vårdat skick.
Fastigheten kom senare att delas upp i tre delar: Kärnan norra 26, bestående av Henckelska gården, Kärnan Norra 27, bestående av von Platenska huset, och Kärnan Norra 29, bestående av grönskan på landborgssluttningen och Eppingska lusthuset. Den sistnämnda fastigheten omvandlades i en detaljplan från 1996 till parkmark som tillfördes fastigheten Gamla Staden 8:21 i syftet att underlätta en planerad försäljning av gården. Vid upprättandet av bevarandeprogrammet för Helsingborgs stad 2002 väcktes frågan om von Platenska huset (Kärnan Norra 27) fortsatt skulle ingå i byggnadsminnet. Länsstyrelsen i Skåne län beslutade 2003 att så inte skulle vara fallet med motiveringen att syftet med byggnadsminnesförklaringen var att skydda själva Henckelska gården med tillhörande lusthus, där von Platenska huset inte ansågs ingå. Istället skyddades byggnaden som "särskilt värdefull bebyggelse" i bevarandeprogrammet.
År 2010 upptäcktes att en av hyresgästerna i gården hade börjat anlägga en uteplats med trädäck på trädgården på landborgen utan att ha sökt om lov hos länsstyrelsen. En del av uteplatsen låg dessutom utanför fastighetens område på kommunal mark. Länsantikvarien ansåg att detta var ett helt främmande inslag i miljön och 2011 skickade mark- och exploateringsenheten i Helsingborg stad ett krav till fastighetsägaren "att omgående och utan dröjsmål ta bort trädäcket och återställa byggnadsminnet i det skick det var innan trädäcket kom till".